# Benzonia
Benzonia is een plaats (village) in de Amerikaanse staat Michigan, en valt bestuurlijk gezien onder Benzie County.

## Demografie
Bij de volkstelling in 2000 werd het aantal inwoners vastgesteld op 519.
In 2006 is het aantal inwoners door het United States Census Bureau geschat op 481, een daling van 38 (-7,3%).

## Geografie
Volgens het United States Census Bureau beslaat de plaats een oppervlakte van
2,8 km², geheel bestaande uit land. Benzonia ligt op ongeveer 255 m boven zeeniveau.

## Plaatsen in de nabije omgeving
De onderstaande figuur toont nabijgelegen plaatsen in een straal van 20 km rond Benzonia.